# Dakara Boku wa, H ga Dekinai.
Dakara Boku wa, H ga Dekinai. (だから僕は、Hができない。) còn được biết với tên ngắn hơn là Boku-H (僕H) là loạt light novel do Tachibana Pan thực hiện và minh họa bởi Katsurai Yoshiaki. Tác phẩm đã đăng trên tạp chí Dragon Magazine của Fujimi Shobo từ ngày 19 tháng 6 năm 2010 đến ngày 20 tháng 8 năm 2013. Cốt truyện xoay quanh Kaga Ryosuke một nam sinh trung học có đầu óc "đen tối". Một ngày nọ anh gặp một cô gái xinh đẹp tên Lisara Restall đứng dưới mưa một mình và Ryosuke quyết định giúp cô nhưng sau đó anh mới biết cô là một tử thần người đang thực hiện nhiệm vụ là tìm một người đặc biệt và cô đã lập giao kèo với anh bằng việc đâm một thanh kiếm ma thuật vào Ryosuke để cô có thể rút năng lượng linh hồn của anh cho việc duy trì sự tồn tại của mình ở thế giới của con người. Ryosuke cũng giúp Lisara trong nhiệm vụ của mình với việc chống lại kẻ thù khi chúng xuất hiện với ý niệm giúp đỡ các cô gái xinh đẹp mà không cần biết chuyện gì sẽ xảy ra cũng như cố gắng để giữ toàn mạng cho mình vì anh là chìa khóa để Lisara có thể ở lại thế giới mà cô đang ở, anh có thể dùng thanh kiếm ma thuật mà Lisara găm vào người mình như một thứ vũ khí cực mạnh khi các suy nghĩ "đen tối" của mình lên cực điểm và trở thành con người hoàn toàn khác.
Tác phẩm đã được chuyển thể thành các phương tiện truyền thông khác nhau như manga, anime... Okagiri Shou đã thực hiện chuyển thể manga và đăng trên tạp chí Monthly Dragon Age từ ngày 09 tháng 2 năm 2011 đến ngày 09 tháng 9 năm 2013. feel. đã thực hiện chuyển thể anime và phát sóng tại Nhật Bản từ ngày 06 tháng 7 đến ngày 25 tháng 9 năm 2012 với 12 tập, một tập OVA đã được thực hiện khi phiên bản DVD/BD được phát hành.

## Tổng quan

### Nhân vật

#### Chính
Kaga Ryōsuke (加賀 良介, かが りょうすけ)
Lồng tiếng bởi: Shimono Hiro
Lisara Restall (リサラ・レストール)
Lồng tiếng bởi: Endō Aya
Ōkura Mina (大倉 美菜, おおくら みな)
Lồng tiếng bởi: Ishihara Kaori
Quele Sellier (キュール・ゼリア)
Lồng tiếng bởi: Nishiguchi Arisa
Fukumune Iria (福宗 イリア, ふくむね イリア)
Lồng tiếng bởi: Fukuen Misato

#### Trường Momozomo
Meshiyori Muneo (飯頼 宗緒, めしより むねお)
Lồng tiếng bởi: Tadokoro Azusa
Tamano Hikaru (玉野 光, たまの ひかる)
Lồng tiếng bởi: Shimotsuki Yukari
Hattori Shinichi (服部 新一, はっとり しんいち)
Lồng tiếng bởi: Tomita Shōki
Ōhira (大平, おおひら)
Lồng tiếng bởi: Nakamura Yuya
Ranbashi-sensei (乱橋先生, らんばし せんせい)
Lồng tiếng bởi: Maruzuka Kana

#### Liên quan đến nhân vật chính
Kaga Satomi (加賀 さとみ, かが さとみ)
Lồng tiếng bởi: Gibu Yūko
Kaga Ryōsuke (加賀 りょうすけ, かが りょうすけ)
Caesar (カエサル)

#### Gia tộc Restall
Almeia Restall (アルメイア・レストール)
Lồng tiếng bởi: Hisakawa Aya
Hild (ヒルド)
Lồng tiếng bởi: Udagawa Shiina
Urus (ウルス)
Lồng tiếng bởi: Uchida Aya
Shiki-kan (指揮官, しきかん)
Lồng tiếng bởi: Tsushima Yoshinori

#### Merilot Life
Galdarblog (ガルダーブロウグ)
Lồng tiếng bởi: Matsumoto Shinobu
Dalnia Earheart (ダルニア・イアハート)
Lồng tiếng bởi: Chihara Minori
Merilot no Kanbu (メルロの幹部)
Lồng tiếng bởi: Itagaki Yūki
Manager (マネージャー)
Lồng tiếng bởi: Takahashi Asuka

## Truyền thông

### Light novel
Loạt light novel do Tachibana Pan thực hiện và minh họa bởi Katsurai Yoshiaki. Tác phẩm đã đăng trên tạp chí Dragon Magazine của Fujimi Shobo từ ngày 19 tháng 6 năm 2010 đến ngày 20 tháng 8 năm 2013. Fujimi Shobo sau đó đã tập hợp các chương lại và phát hành thành 11 bunkobon. Kadokawa Shoten giữ bản quyền phát hành tại Đài Loan.

### Manga
Okagiri Shou đã thực hiện chuyển thể manga và đăng trên tạp chí truyện tranh dành cho shōnen là Monthly Dragon Age của Fujimi Shobo từ ngày 09 tháng 2 năm 2011 đến ngày 09 tháng 9 năm 2013. Các chương sau đó đã được tập hợp lại và phát hành thành 5 tankōbon.

### Anime
feel. đã thực hiện chuyển thể anime và phát sóng tại Nhật Bản từ ngày 06 tháng 7 đến ngày 25 tháng 9 năm 2012 với 12 tập trên các kênh AT-X, Tokyo MX, Sun Television, TV Kanagawa, BS11 và Anime Network, một tập OVA đã được thực hiện khi phiên bản DVD/BD được phát hành. Sentai Filmworks giữ bản quyền phiên bản tiếng Anh của bộ anime để tiến hành phân phối tại thị trường Bắc Mỹ còn Proware Multimedia International đăng ký tại Đài Loan.

### Internet radio
Đài HiBiKi Radio Station đã phát sóng cùng lúc hai chương trình từ ngày 04 tháng 7 năm 2012, chương trình đầu có tên Dakara Boku wa, H na Radio ga Dekinai. (だから僕は、Hなラジオができない。) do hai nhân vật Kaga Ryōsuke và Lisara Restall làm người dẫn chương trình và chương trình Dakara Boku wa, H na Radio ga Dekinai....Koto Wanai. (だから僕は、Hなラジオができない。...ことはない。) do nhân vật Cule Zeria làm người dẫn chương trình. Hai chương trình này thể hiện được thể hiện giống như sự cạnh tranh giữa hai chị em này như trong tác phẩm.

### Âm nhạc
Bộ anime có hai bài hát chủ đề, một mở đầu và một kết thúc. Bài hát mở đầu có tên Reason why XXX do Sasaki Sayaka trình bày, đĩa đơn chứa bài hát đã phát hành vào ngày 25 tháng 7 năm 2012. Bài hát kết thúc có tên Platinum 17 (プラチナ17) do yozuca* trình bày, đĩa đơn chứa bài hát đã phát hành vào ngày 28 tháng 8 năm 2012. Một album chứa các bài hát do các nhân vật trình bày đã dự tính được thực hiện và phát hành nhưng vì lý do nào đó mà kế hoạch đã bị hủy.
| Reason why XXX   | Reason why XXX                | Reason why XXX |
| STT              | Nhan đề                       | Thời lượng     |
| ---------------- | ----------------------------- | -------------- |
| 1.               | "Reason why XXX"              | 3:48           |
| 2.               | "Ordinary Day..."             | 4:38           |
| 3.               | "Reason why XXX (off vocal)"  | 3:48           |
| 4.               | "Ordinary Day... (off vocal)" | 4:36           |
| Tổng thời lượng: | Tổng thời lượng:              | 16:50          |

| Platinum 17 (プラチナ17) | Platinum 17 (プラチナ17)                             | Platinum 17 (プラチナ17) |
| STT                      | Nhan đề                                              | Thời lượng               |
| ------------------------ | ---------------------------------------------------- | ------------------------ |
| 1.                       | "Platinum 17 (プラチナ17)"                           | 3:31                     |
| 2.                       | "Wakannai ya (分かんないや)"                         | 3:46                     |
| 3.                       | "Platinum 17 (Off Vocal) (プラチナ17 (Off Vocal))"   | 3:31                     |
| 4.                       | "Wakannai ya (Off Vocal) (分かんないや (Off Vocal))" | 3:44                     |
| Tổng thời lượng:         | Tổng thời lượng:                                     | 14:32                    |